# Cabawan
Cabawan is een bestuurslaag in het regentschap Tegal van de provincie Midden-Java, Indonesië. Cabawan telt 4356 inwoners (volkstelling 2010).